# SV Victoria 1911 Köln
SV Victoria 1911 Köln was een Duitse voetbalclub uit Keulen.

## Geschiedenis
De club werd opgericht in 1911 als SpV Victoria Cöln (toenmalige schrijfwijze stad). Victoria was aangesloten bij de West-Duitse voetbalbond en speelde in de schaduw van stadsrivalen. In 1920 speelde de club voor het eerst op het hoogste niveau in de Rijncompetitie, maar degradeerde na één seizoen.
Nadat de Gauliga Mittelrhein opgesplitst werd promoveerde de club naar de Gauliga Köln-Aachen. In 1943 werd de club kampioen en plaatste zich zo voor de nationale eindronde. Hier versloeg de club TuS Neuendorf en verloor dan van FV Saarbrücken.
Op 21 februari 1948, amper 8 dagen na de fusie tussen Kölner BC 01 en SpVgg Sülz 07 dat tot 1. FC Köln leidde, fuseerde Victoria met Sparkasse Köln 1927 en Bayenthaler SV tot de nieuwe club SC Fortuna Köln.
In 1957 kwam er na een fusie tussen SC Rapid Köln en SC Preussen Dellbrück een nieuwe club, SC Viktoria 04 Köln, waar de naam Viktoria nu met een k geschreven werd, maar die helemaal niets te maken heeft met de oude club.

## Erelijst
Gauliga Köln-Aachen
1943